# メリッサ・ローレン

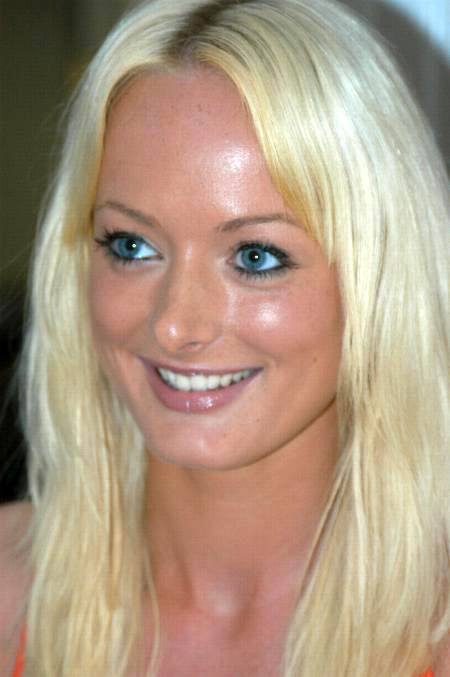
メリッサ・ローレン

メリッサ・ローレン（Melissa Lauren、 1984年10月16日 - ）は、フランスのポルノ女優。シャラント＝マリティーム県ラ・ロシェル出身。フランス語読みではメリッサ・ローランになる。

## 経歴
地元ラ・ロシェルの職業リセでパティスリーや料理について学び、パリ8区の高級ホテル オテル・ジョルジュ＝サンクでパティシエールとして働いた。その後、すぐにポルノの世界に入った。18歳半年を過ぎた2003年6月にフランス国内でデビューし、すぐにアメリカポルノの世界に入った。異人種間ポルノ作品まで多くのハードコア作品に出演した。

## 出演作品
- ゴールド・フォー・フィンガー／朝まで生オナニー

･･など多数